# TV4 Sportkanalen
TV4 Sportkanalen (tidigare Sportkanalen) är en TV-kanal som lanserades 14 oktober 2017. Kanalen ägs av TV4 Media och visar utvalda livematcher från bland annat SHL, Hockeyallsvenskan, Allsvenskan i fotboll, Superettan, Handbollsligan och PGA-touren samt sportnyheter, intervjuer och sammandrag.
Kanalen ersatte TV4 Sport och blev successivt tillgänglig för svenska tittare. C More och TV4 Media räknade med att Sportkanalen skulle vara tillgänglig för de flesta i Sverige den 1 februari 2018. Kanalen beräknades vid premiären nå 1,4 miljoner tittare, jämfört med 1,2 miljoner för TV4 Sport.